# Pombal (Paraíba)

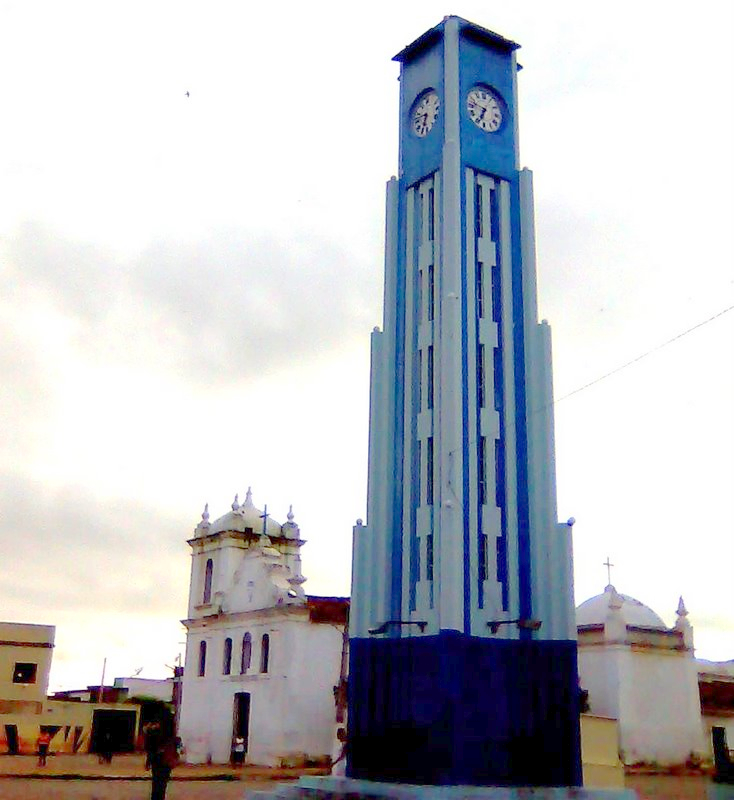
columna de horas, construido en 1940, detrás de la iglesia Nuestra Señora del Rosario, establecida en 1721, el centro de Pombal.

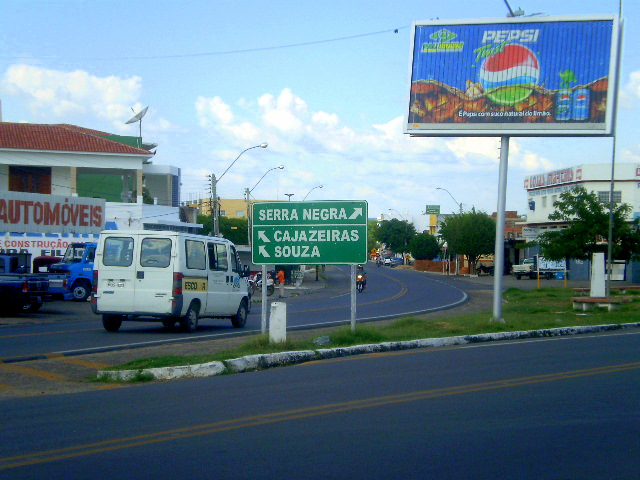
autopista Transamazónica, pero conocida como BR-230 que pasa que dentro de la ciudad.

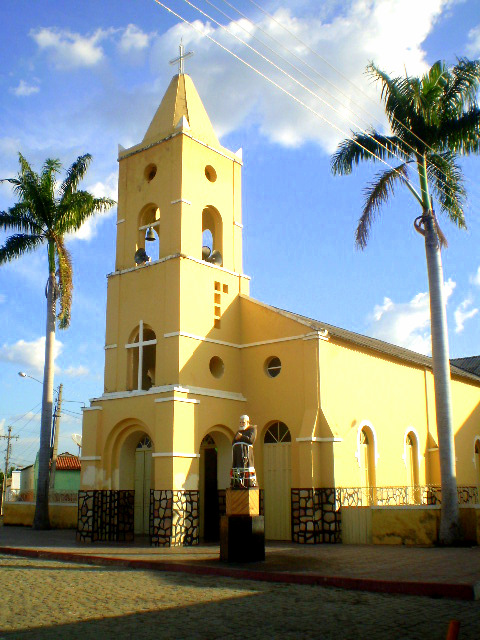
Iglesia de San Pedro en el barrio de Pereiro en la ciudad de Pombal. En la estatua, Frei Damião.

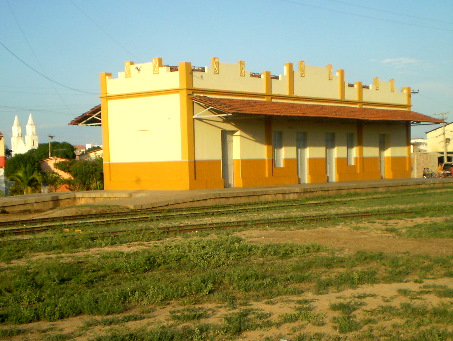
Old Railway Station en la ciudad construida en el gobierno provisional de 1932. Reformado en la administración del alcalde Pollyana Feitosa en 2009. Para SEMCET (Departamento de Cultura, Deporte y Turismo) a la secretaria: Pablo Romero Oliveira Freitas.

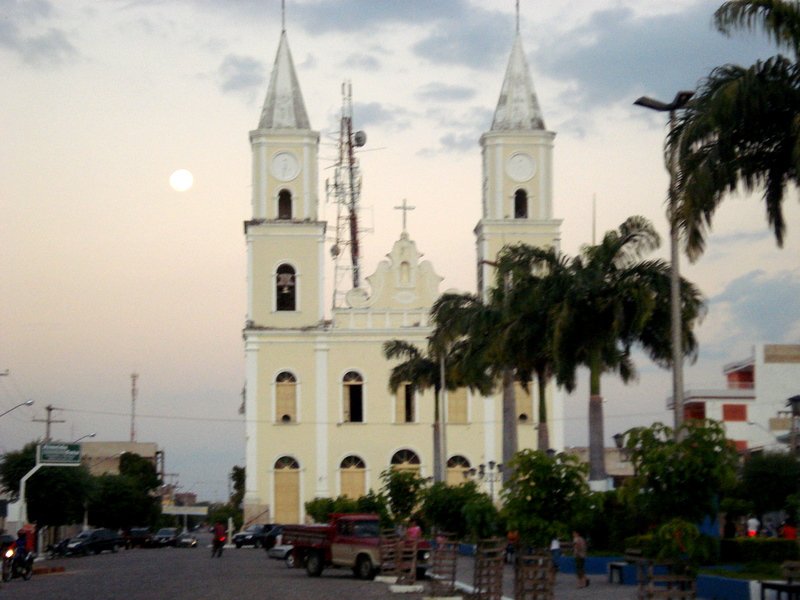
Iglesia, una de las iglesias más antiguas de la ciudad, en la Plaza Getúlio Vargas, en el centro de la ciudad.

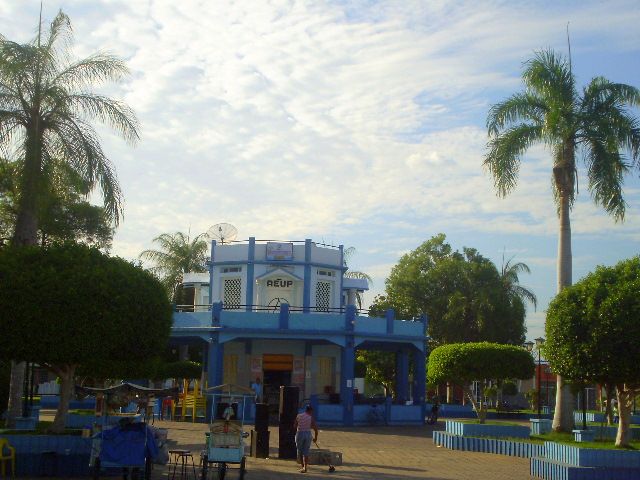
Bar Centenario, y el segundo piso AEUP (Asociación de la Universidad de Pombal) en la Plaza Centenario, el centro de Pombal.

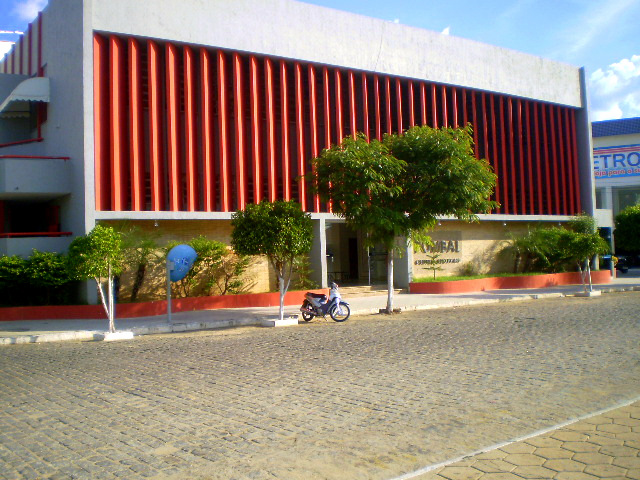
Pombal Square Shopping Center, inaugurado en 2006 en el Centro de Pombal

Pombal es un municipio de Brasil del estado de Paraíba. Se encuentra a una altitud de 184 metros. Según el Instituto de la IBGE (Instituto Brasileño de Geografía y Estadística), en el año 2006 su población se estimaba en 33.212 habitantes. Su superficie de tierra es de 889 km ².
Fue fundada a finales del siglo XVII, pasando a ser municipio y villa en 1766.

## Historia
Fue a lo largo de los ríos que florecieron las primeras civilizaciones del mundo, dando un nuevo rumbo a la historia de la humanidad, una vez llamadas civilizaciones fluviales. Y el factor decisivo en la colonización de Pombal fue el río Piancó.
La penetración del territorio Paraibano se hizo por fines agrícolas y pastorales.
A finales del siglo XVII, alrededor de 1696, el pionero de Teodósio De Oliveira Ledo, después de muchas batallas con los indígenas, llegó a la ubicación de los hitos de la fundación del Festival de pirañas, la orilla derecha del río Piancó.
El interior, hasta entonces inexplorado fue ocupada por las tribus de la familia de Cariri - los PEGAS y PANATIS.
La ciudad recibió tres denominaciones. El primer Festival de Pirañas (1696), la segunda, población de Nossa Senhora do Bom Sucesso (1719) y por cédula real del mes de julio 22 de 1766 fue elevada a la categoría de villa con el nombre de Pombal. Homenaje al Primer Ministro del rey de Portugal D. José I, el Marqués de Pombal (Sebastião José de Carvalho e Melo). Elevada la categoría de vida se dio la instalación oficial el 4 de mayo de 1772.
En 1711, el Rey autoriza al Gobernador, Juan Gama da Maia, la creación del tribunal de distrito Piancó (Pombal), el primer hito de la organización judicial en el territorio Paraíba, y fue designado como Juez Ordinario el coronel Manoel Araújo de Carvalho a la vez de Secretario y Notario. La creación del tribunal de distrito, muchas providencias fueron tomadas en beneficio de la población, entre ellas la obligación de recoger a los vagos para trabajar, promoción del castigo a los delincuentes, etc.
En Enero 24 de 1721, tuvo inicio la construcción de la segunda iglesia, bajo el nombre de Nossa Senhora do Bom Sucesso, que más tarde se llamaría la Igreja de Nossa Senhora do Rosário.
En 1784, Catolé la Roca era el final del pueblo y la ciudad de Pombal, fue elaborado cuando Declaración de un ayuntamiento del Consejo de la ciudad (que se parecía a los municipios actuales, pero "Cámara del Senado", fue la designación utiliza sólo en las grandes ciudades), presidido por Pedro Soares Barbosa, juez ordinario.
La Reina de la Portugal en la prestación de 8 de octubre y 11 de diciembre de 1792, reconocido como un médico, el sabio Manoel de Arruda Câmara hizo la Universidad de Montpellier de Francia , uno de los más antiguos del mundo, fundada en 1220. Junto con su hermano, Francisco Arruda Junta, del mismo nombre de su padre, fueron los Pombalense primeros en recibir el título de doctor.
Padre José Ferreira Nobre, vicario de la parroquia de Pombal, un defensor de las ideas libertarias, fue detenido en 1817 con 10 otros revolucionarios de la ciudad, que fueron enviados a prisión en Pernambuco y Bahia  vianjando la ruta a pie o montados en burros y algunas cadenas.
La ciudad se convirtió en un distrito de octubre 15 de 1827, y julio 21, se concedieron 1.862 de la ciudad fuera de la ley de la sede de la municipalidad es una gran marca de las relaciones luso-brasileño.
En julio 15 de 1829 la agencia fue creada correo público, regulado por la Dirección General de Correos del Imperio.
En 1847 comienza la construcción de la Cárcel Vieja, que aún conserva su arquitectura original y es considerado después de su finalización, la Paraibano más grande y más seguro. Hoy en día es conocida como la casa de la cultura de la ciudad.
En 1860, iniciar la construcción del cementerio público, a expensas de los recursos privados, hoy llamado el Cementerio de Nuestra Señora del Monte Carmelo.
El condado de Pombal fue establecido en 1831 y fue suministrado en 1882 y restaurada por la Ley Estatal No. 330 de noviembre 11 de 1898 sobre la base de patos.
Fue nombrado como el primer alcalde de la ciudad en julio 19, 1895, el coronel Juan Ferreira Leite Primo. El primer domingo de octubre fue el primer festival del Rosario de Pombal, en una ceremonia sencilla, que años más tarde se convertiría en un gran evento.
En 1919 comienza la construcción del Mercado Público en el centro de la ciudad, que se terminó en 1942.
Se completó en 1932 el primer centro educativo de la ciudad, el llamado Grupo de la Escuela John Matta, ubicado cerca de la Cárcel Vieja. Ese mismo año, el ferrocarril se ha completado y el tren llega a Pombal, a continuación, conecta la ciudad de Fortaleza, João Pessoa, Navidad y Recife.
En 1938 se inició, el alcalde Sa Cavalcanti, las construcciones: Butcher Pública Praça Getúlio Vargas, columna Tiempo, Templete y la Plaza Centenario Bar, completado en 1940.
El condado de Pombal es de 2 Subdivisión, que abarca las ciudades de Lago y  São Paulo, Cajazeirinhas, São Domingos de Pombal y  de São Bento de Pombal.
Pombal - fue el 1 de Paraibano Pueblo alta, y hoy se erige como culturalmente Cuarta (4 ª) ciudad más antigua de Paraíba.

## Geografía
La ciudad está incluida en la cobertura geográfica de la  semiáridas Ministerio brasileño definido por de Integración Nacional en 2005

## Festivales y Eventos Anuales
Cada año, las dos partes están en la ciudad, el Pombal Fest, que siempre se produce en el mes de julio, en conmemoración del aniversario de la ciudad, en forma de un carnaval fuera de temporada. Y el Fiesta del Rosario, que se produce en octubre, cuando las primeras semanas del mes, se extiende casi hasta el día de los niños.

## Edificios y Monumentos Históricos
Hay varios monumentos y edificios históricos de la ciudad, como la Casa de la Cultura, donde estaba la antigua cárcel, donde la tortura no era diferente a los negros y las personas que han desobedecido la ley. En el centro de la ciudad se encuentra la iglesia de Nuestra Señora del Buen Suceso y de Nuestra Señora del Rosario, y hay otros meramente simbólicas, como la Plaza Centenario, la columna de tiempo, el crucero, y el quiosco, donde la planta baja de hoy es un bar conocido como "El Bar del Centenario", y arriba es un pequeño club llamado AEUP (Asociación de Estudiantes de la Universidad de Pombal). Hay otras plazas, iglesias y monumentos de la ciudad, pero estos son los que llaman más la atención.

## Universidad de Pombal
Desde 2006, la población de Pombal, protestó por la creación de colegios o universidades de la ciudad. Desde el comienzo de 2007, la Universidad Federal de Campina Grande UFCG está trabajando en la ciudad, fue la primera sede en el edificio de la antigua Escuela de Josué Bezerrra. Y con la inauguración de los campus universitarios, proporcionado pra el año 2010, cerca de la escuela CAIC en el distrito de Phoenix. Las instalaciones incluyen 18 edificios y una zona de grandes extensiones de tierra. Al parecer, el segundo campus más grande de una universidad en el estado de São Paulo. Pero con el trabajo ya iniciado por un gran momento, el mes de julio de 2009, durante la Pombal Fest fue la apertura de las instalaciones, buscando la presencia del Presidente Lula, pero el mismo no pudo asistir.

## Niños ilustres

### Escritores
- Wilson Seixas
- Cesación Lacerda Fernandes
- Leandro Gomes de Barros
- Tarcisio Pereira

### Políticas importantes
- Rui Lopes
- Jairo Feitosa
- Carlos Dunga
- Dr. Verissinho

### Artistas y bandas
- Aleijadinho de Pombal
- Chico de Pombal
- RitSamba
- Capu de Fusca

### Economistas
- Celso Furtado

### Religiosos importantes
- Aristides Ferreira da Cruz
- José de Medeiros Delgado

### Los médicos
- Manuel Álvarez Junta
- Verissinho

## Radio
En la ciudad existen cuatro estaciones de radio, la programación de las radios son variadas Liberdade96fm, Maringá98.7fm, Opção104fm programación de radio y religiosa es Bomsucessoam. Además de la música de todos los ritmos, las radios servir de noticias a las noticias más importantes de la ciudad donde la compañía participa en las llamadas telefónicas del público presentar quejas acerca del abuso, la política, el vandalismo, la corrupción y la delincuencia. Las emisoras de radio de la ciudad, dar cobertura total a los acontecimientos en la ciudad de Pombal Fest, Fiesta del Rosario, además de entrevistas exclusivas con los cantantes establecidos que hacer presentaciones en la ciudad en tiempos de fiesta. Entre los radiales de la ciudad están Diosa Fernandes, Nil Alcántara Claudionou Naldo Silva Dantas y la interactividad con la gente en sus programas.